# Asplenium balliviani
Asplenium balliviani är en svartbräkenväxtart som beskrevs av Eduard Rosenstock. Asplenium balliviani ingår i släktet Asplenium och familjen Aspleniaceae. Inga underarter finns listade.